# Algutsrums socken
Algutsrums socken på Öland ingick i Algutsrums härad, ingår sedan 1974 i Mörbylånga kommun och motsvarar från 2016 Algutsrums distrikt i Kalmar län.
Socknens areal är 39,49 kvadratkilometer, allt land. År 2000 fanns här 1 122 invånare. Tätorten och kyrkbyn Algutsrum med sockenkyrkan Algutsrums kyrka ligger i socknen. 

## Administrativ historik
Algutrums äldsta stenkyrka är troligen uppförd omkring 1100. I skriftliga källor omtalas dock socknen första gången i ett odaterat brev från omkring 1320 och ett daterat från 1345 ('i Asgvzrvm').
Vid kommunreformen 1862 övergick socknens ansvar för de kyrkliga frågorna till Algutsrums församling och för de borgerliga frågorna till Algutsrums landskommun. Denna senare inkorporerades 1952 i Torslunda landskommun och uppgick 1974  i Mörbylånga kommun. 2017 uppgick församlingen i Glömminge-Algutsrums församling.

1 januari 2016 inrättades distriktet Algutsrum, med samma omfattning som församlingen hade 1999/2000.  
Socknen har tillhört samma fögderier och domsagor som Algutsrums härad. De indelta båtsmännen tillhörde 2:a Ölands båtsmankompani.

## Geografi
Algutsrums socken ligger vid västra kusten av mellersta Öland. Socknen består av barrskog nedanför landborgen och lövskog och odlingsbygd ovan denna.
Strax utanför orten Algutsrum ligger naturreservatet Jordtorpsåsen.

## Fornminnen

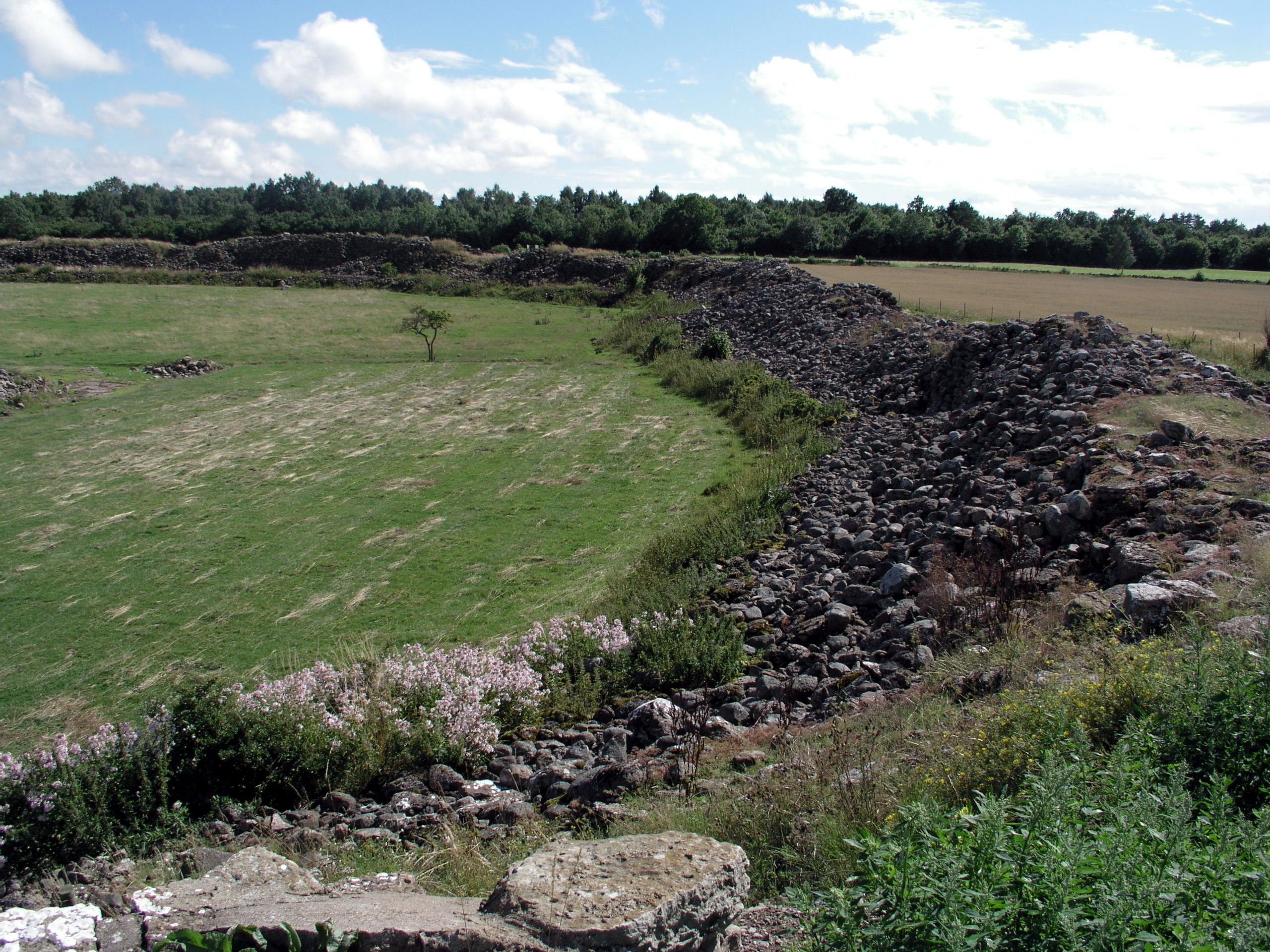
En del av Gråborgs mur

Några större gravrösen från bronsåldern finns här och flera järnåldersgravfält. I öster ligger Ölands största fornborg, Gråborg, och bredvid denna ruinerna av ett kapell, Sankt Knuts kapell. En runristning finns vid kyrkan.

## Namnet
Namnet (1283 Asgutsrum), taget från kyrkbyn, består av förledet mansnamnet Algut (Algot) och efterledet rum, öppen plats.
Enligt beslut den 22 oktober 1927 fastställdes socknens namn som Algutsrums socken. Innan hade även namnformen Allgutsrums socken förekommit.

## Befolkningsutveckling
| Befolkningsutvecklingen i Algutsrums socken 1750–1990                                                    | Befolkningsutvecklingen i Algutsrums socken 1750–1990 | Befolkningsutvecklingen i Algutsrums socken 1750–1990 | Befolkningsutvecklingen i Algutsrums socken 1750–1990 | Befolkningsutvecklingen i Algutsrums socken 1750–1990 |
| --- | ----------------------------------------------------- | ----------------------------------------------------- | ----------------------------------------------------- | ----------------------------------------------------- |
| |                                                       |                                                       |                                                       |                                                       |
| År |                                                       |                                                       | Folkmängd                                             |                                                       |
| 1750 | 1750                                                  |                                                       | 349                                                   |                                                       |
| 1760 | 1760                                                  |                                                       | 536                                                   |                                                       |
| 1769 | 1769                                                  |                                                       | 679                                                   |                                                       |
| 1780 | 1780                                                  |                                                       | 723                                                   |                                                       |
| 1790 | 1790                                                  |                                                       | 725                                                   |                                                       |
| 1800 | 1800                                                  |                                                       | 752                                                   |                                                       |
| 1810 | 1810                                                  |                                                       | 753                                                   |                                                       |
| 1820 | 1820                                                  |                                                       | 879                                                   |                                                       |
| 1830 | 1830                                                  |                                                       | 981                                                   |                                                       |
| 1840 | 1840                                                  |                                                       | 1 088                                                 |                                                       |
| 1850 | 1850                                                  |                                                       | 1 062                                                 |                                                       |
| 1860 | 1860                                                  |                                                       | 1 097                                                 |                                                       |
| 1870 | 1870                                                  |                                                       | 1 164                                                 |                                                       |
| 1880 | 1880                                                  |                                                       | 1 200                                                 |                                                       |
| 1890 | 1890                                                  |                                                       | 1 094                                                 |                                                       |
| 1900 | 1900                                                  |                                                       | 889                                                   |                                                       |
| 1910 | 1910                                                  |                                                       | 820                                                   |                                                       |
| 1920 | 1920                                                  |                                                       | 731                                                   |                                                       |
| 1930 | 1930                                                  |                                                       | 730                                                   |                                                       |
| 1940 | 1940                                                  |                                                       | 725                                                   |                                                       |
| 1950 | 1950                                                  |                                                       | 637                                                   |                                                       |
| 1960 | 1960                                                  |                                                       | 588                                                   |                                                       |
| 1970 | 1970                                                  |                                                       | 480                                                   |                                                       |
| 1980 | 1980                                                  |                                                       | 719                                                   |                                                       |
| 1990 | 1990                                                  |                                                       | 1 085                                                 |                                                       |
| Anm: Källor: Umeå universitet - Tabellverket 1749-1859, Demografiska databasen, CEDAR, Umeå universitet. |                                                       |                                                       |                                                       |                                                       |

### Fotnoter
1. 1 2 3  Svensk Uppslagsbok Algutsrums socken
2. 1 2  Harlén, Hans; Harlén Eivy (2003). Sverige från A till Ö: geografisk-historisk uppslagsbok. Stockholm: Kommentus. Libris 9337075. ISBN 91-7345-139-8
3. ↑  Det medeltida Sverige 4:3 Öland
4. ↑  ”Församlingar”. Statistiska centralbyrån. https://www.scb.se/hitta-statistik/regional-statistik-och-kartor/regionala-indelningar/forsamlingar/. Läst 30 december 2022.
5. ↑  Administrativ historik för Algutsrum socken (Klicka på församlingsposten). Källa: Nationella arkivdatabasen, Riksarkivet.
6. 1 2  Sjögren, Otto (1931). Sverige geografisk beskrivning del 2 Östergötlands, Jönköpings, Kronobergs, Kalmar och Gotlands län. Stockholm: Wahlström & Widstrand. Libris 9939
7. 1 2 3  Nationalencyklopedin
8. ↑  Fornlämningar, Statens historiska museum: Algutsrums socken
9. ↑  Fornminnesregistret, Riksantikvarieämbetet: Algutsrums socken Fornminnen i socknen erhålls på kartan genom att skriva in sockennamn (utan "socken") i "Ange geografiskt område"
10. ↑   (PDF) Folkräkningen den 31 december 1930, I, Areal och folkmängd inom särskilda förvaltningsområden m.m., Befolkningsagglomerationer. Stockholm: Statistiska centralbyrån. 1935. sid. 33. Arkiverad från originalet den 26 oktober 2014. https://www.webcitation.org/6TbpmPsGq?url=http://www.scb.se/Grupp/Hitta_statistik/Historisk_statistik/_Dokument/SOS/Folkrakningen_1930_1.pdf. Läst 26 oktober 2014